# Le Déchronologue
Le Déchronologue est un roman de science-fiction écrit par l'écrivain français Stéphane Beauverger publié aux éditions La Volte en 2009. Le roman a remporté plusieurs prix littéraires, notamment le grand prix de l'Imaginaire 2010.

## Résumé
XVIIe siècle, Mer des Caraïbes. Le capitaine Henri Villon, flibustier huguenot avide de liberté, lutte avec son équipage sur son navire, le Déchronologue, contre d'étranges phénomènes temporels.

« Je suis le capitaine Henri Villon, et je mourrai bientôt. Non, ne ricanez pas en lisant cette sentencieuse présentation. N’est-ce pas l’ultime privilège d’un condamné d’annoncer son trépas comme il l’entend ? C’est mon droit. Et si vous ne me l’accordez pas, alors disons que je le prends. ... »

— Stéphane Beauverger, Le Déchronologue

## Analyse
Le cadre géographique et temporel tient une place très importante dans le roman. La Mer des Caraïbes du XVIIe siècle, lieu d'un affrontement féroce entre les puissances européennes (Espagnols, Hollandais, Anglais, Français, ...) pour la conquête des richesses des îles et du continent américain, fait l'objet de descriptions très détaillées, tirées de notre histoire. Avec une atmosphère 'cape et épées' très prononcée, le roman nous rappelle les histoires de pirates de la littérature populaire.
Mais les objets étranges et les désordres temporels qui s'immiscent dans le récit bouleversent  peu à peu la région et font basculer l'histoire vers le genre Science-fiction uchronique.
Pour accentuer ce biais, le roman a également la particularité d'être découpé en chapitres désordonnés qui ne suivent pas l'ordre chronologique de l'intrigue. Tel un puzzle, ils présentent le vécu et les pensées entremêlés du personnage principal au cours des quelques années que couvre le récit, à la manière d'un journal de bord aux feuilles mélangées qu'il faudrait reconstituer pour comprendre le voyage.

## Récompenses
Le roman a obtenu le grand prix de l'Imaginaire 2010, le prix européen Utopiales des pays de la Loire 2009, le Nouveau Grand Prix de la science-fiction française 2009, le Prix Bob-Morane 2010, et le Prix Imaginales des Lycéens 2012.

## Univers

### Personnages
Le personnage principal est le capitaine français Henri Villon, huguenot survivant du siège de la Rochelle en 1628, devenu flibustier dans la mer des Caraïbes pour contrer le tout puissant empire catholique espagnol. 
Ivrogne, amer et chargé d'un lourd passé, Villon laisse toutefois transparaitre une âme plutôt juste et humaine dans le rude contexte de l'époque. Ses motivations restent toutefois obscures.
Au cours du récit, il croise de nombreux personnages secondaires, dont une mystérieuse femme, un capitaine espagnol, un Indien Itzá et divers contrebandiers et flibustiers hauts en couleur.

### Géographie
L'action du roman se déroule dans la Mer des Caraïbes, sur ses îles (Tortuga, ...) et à l'intérieur des terres du continent américain (Yucatan, Floride, ...). Toutefois les phénomènes temporels qui jalonnent le roman ont peu à peu des impacts sur la géographie des lieux.